# Canton de Vigneux-sur-Seine
Le canton de Vigneux-sur-Seine est une circonscription électorale française française située dans le département de l'Essonne et la région Île-de-France.
À la suite du redécoupage cantonal de 2014, les limites territoriales du canton sont remaniées. Le nombre de communes du canton passe de 1 à 2 + fraction Montgeron.

## Géographie
| Type d'occupation           | Pourcentage | Superficie (en hectares) |
| --------------------------- | ----------- | ------------------------ |
| Espace urbain construit     | 51,0 %      | 456,65                   |
| Espace urbain non construit | 6,7 %       | 60,31                    |
| Espace rural                | 42,2 %      | 377,75                   |
| Source : Iaurif             |             |                          |

Le canton de Vigneux-sur-Seine est organisé autour de la commune de Vigneux-sur-Seine dans l'arrondissement d'Évry. Son altitude varie entre trente-et-un mètres et quatre-vingt-quatre mètres à Vigneux-sur-Seine, pour une altitude moyenne de trente-neuf mètres.

## Historique
Le canton de Vigneux-sur-Seine a été créé par le décret ministériel no 75-1116 du 22 novembre 1975 après le démantèlement du canton de Montgeron avec la seule commune de Vigneux-sur-Seine.

## Représentation

### Représentation avant 2015
| Période | Période | Identité        | Étiquette         | Qualité |
| ------- | ------- | --------------- | ----------------- | --- |
| 1976    | 1985    | Robert Lakota   | PCF               | Permanent politique, secrétaire fédéral du PCF Président du Conseil général de l'Essonne (1976-1982) conseiller régional |
| 1985    | 1992    | Michel Rémond   | RPR               | Conseiller municipal de Vigneux-sur-Seine                                                                                |
| 1992    | 2004    | Lucien Lagrange | PCF               | Maire de Vigneux-sur-Seine (1979-2001)                                                                                   |
| 2004    | 2011    | Patrice Finel   | PS puis PG        | Chef d'entreprise Conseiller municipal de Vigneux-sur-Seine                                                              |
| 2011    | 2015    | Didier Hoeltgen | Les Verts puis PS | Directeur d'hôpital Ancien adjoint au maire d'Évry                                                                       |

#### Résultats électoraux
Élections cantonales, résultats des deuxièmes tours :
- Élections cantonales de 1992 : 50,49 % pour Lucien Lagrange (PCF), 49,51 % pour Michel Remond (RPR), 53,22 % de participation[4].
- Élections cantonales de 1998 : 64,49 % pour Lucien Lagrange (PCF), 35,51 % pour M. Mignon (FN), 52,18 % de participation[5].
- Élections cantonales de 2004 : 52,14 % pour Patrice Finel (PS), 47,86 % pour Serge Poinsot (UMP), 63,37 % de participation[6].
- Élections cantonales de 2011 : 61,37 % pour Didier Hoeltgen (VEC), 38,63 % pour Serge Poinsot (DVD), 41,84 % de participation[7].

### Représentation depuis 2015
| Période élective | Période élective | Mandat | Mandat   | Identité          | Nuance | Nuance | Qualité |
| ---------------- | ---------------- | ------ | -------- | ----------------- | ------ | ------ | --- |
| 2015             | 2021             | 2015   | 2021     | François Durovray |        | LR     | Cadre territorial Maire de Montgeron (2014 → 2015) Ancien conseiller général du Canton d'Yerres (2001-2008) Président du conseil départemental de l'Essonne (2015 → ) Président de la CA Sénart Val de Seine (2014 → 2015) Vice-président (2016 → 2017) puis président (2017 → ) de la CA Val d'Yerres Val de Seine |
| 2015             | 2021             | 2015   | 2021     | Nicole Poinsot    |        | LR     | Retraitée Maire-adjointe de Vigneux-sur-Seine jusqu'en 2020 Présidente déléguée à la vie associative |
| 2021             | 2028             | 2021   | en cours | Samia Cartier     |        | DVD    | Présidente déléguée à la biodiversité et à la vie associative |
| 2021             | 2028             | 2021   | en cours | François Durovray |        | LR     | |

### Résultats détaillés

#### Élections de mars 2015
À l'issue du 1er tour des élections départementales de 2015, deux binômes sont en ballottage : François Durovray et Nicole Poinsot (UMP, 40,96 %) et Aude Bristot et Didier Hoeltgen (Union de la Gauche, 30,90 %). Le taux de participation est de 53,51 % (25 585 votants sur 47 811 inscrits) contre 47,42 % au niveau départemental et 50,17 % au niveau national.
Au second tour, François Durovray et Nicole Poinsot (UMP) sont élus avec 58,87 % des suffrages exprimés et un taux de participation de 43,01 % (8 011 voix pour 14 643 votants et 34 045 inscrits).

#### Élections de juin 2021
Le premier tour des élections départementales de 2021 est marqué par un très faible taux de participation (33,26 % au niveau national). Dans le canton de Vigneux-sur-Seine, ce taux de participation est de 25,55 % (8 876 votants sur 34 735 inscrits) contre 30,18 % au niveau départemental. À l'issue de ce premier tour, deux binômes sont en ballottage : Samia Cartier et François Durovray (DVD, 48,23 %) et Christophe Carrère et Julie Ozenne (Union à gauche avec des écologistes, 27,43 %).
Le second tour des élections est marqué une nouvelle fois par une abstention massive équivalente au premier tour. Les taux de participation sont de 34,36 % au niveau national, 32,47 % dans le département et 27,62 % dans le canton de Vigneux-sur-Seine. Samia Cartier et François Durovray (DVD) sont élus avec 65,43 % des suffrages exprimés (5 936 voix pour 9 595 votants et 34 744 inscrits),,.

## Composition

### Composition avant 2015

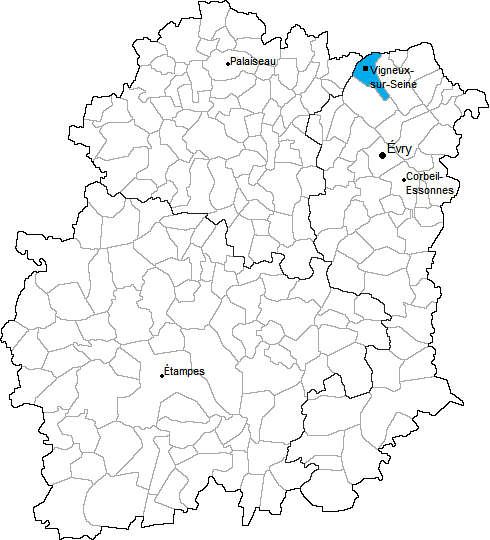
Situation du canton de Vigneux-sur-Seine dans le département de l'Essonne avant 2015

Le canton de Vigneux-sur-Seine comptait une commune.
| Nom                           | Code Insee | Codepostal | Superficie (km2) | Population (dernière pop. légale) | Densité (hab./km2) |
| ----------------------------- | ---------- | ---------- | ---------------- | --------------------------------- | ------------------ |
| Vigneux-sur-Seine (chef-lieu) | 91657      | 91270      | 8,77             | 29 963 (2012)                     | 3 417              |

### Composition depuis 2015
Le canton de Vigneux-sur-Seine comprend deux communes entières et une fraction de Montgeron.
| Nom                                       | Code Insee | Intercommunalité             | Superficie (km2) | Population (dernière pop. légale)                | Densité (hab./km2) | Modifier                                    |
| ----------------------------------------- | ---------- | ---------------------------- | ---------------- | ------------------------------------------------ | ------------------ | ------------------------------------------- |
| Vigneux-sur-Seine (bureau centralisateur) | 91657      | CA Val d'Yerres Val de Seine | 8,77             | 31 233 (2022)                                    | 3 561              | modifier les données · modifier les données |
| Crosne                                    | 91191      | CA Val d'Yerres Val de Seine | 2,48             | 9 606 (2022)                                     | 3 873              | modifier les données · modifier les données |
| Montgeron                                 | 91421      | CA Val d'Yerres Val de Seine | 11,22            | Fraction : 17 739 (2022) Commune : 23 890 (2022) | 2 129              | modifier les données · modifier les données |
| Canton de Vigneux-sur-Seine               | 9119       |                              |                  | 58 578 (2022)                                    |                    | modifier les données                        |

La fraction de la commune de Montgeron comprise dans le canton de Vigneux-sur-Seine est la partie située à l'est et au nord d'une ligne définie par l'axe des voies et limites suivantes : depuis la limite territoriale de la commune d'Yerres, avenue de la République (route départementale 50), rue des Bois, place de l'Europe, avenue de la Grange, avenue Charles-de-Gaulle, rue de Mainville, rue de la Croix-Saint-Marc, rue des Plantes, rue Édouard-Branly, rue de la Garenne, rue de la Belle-Aimée, chemin du Dessus-du-Luet jusqu'au n° 117, au droit du n° 117 du chemin du Dessus-du-Luet ligne droite jusqu'à la route nationale 6, route nationale 6, rue des Saules, rue des Jacinthes, jusqu'à la limite territoriale de la commune de Vigneux-sur-Seine.

## Démographie

### Démographie avant 2015

#### Évolution démographique
| 1975   | 1982   | 1990   | 1999   | 2006   | 2011   | 2012   |
| ------ | ------ | ------ | ------ | ------ | ------ | ------ |
| 26 550 | 24 462 | 25 203 | 25 652 | 26 333 | 28 289 | 29 963 |

#### Pyramide des âges
| Hommes | Classe d’âge | Femmes |
| ------ | ------------ | ------ |
| 0,2    | 90 ans ou +  | 0,6    |
| 4,7    | 75 à 89 ans  | 6,4    |
| 10,4   | 60 à 74 ans  | 11,3   |
| 19,3   | 45 à 59 ans  | 19,5   |
| 20,3   | 30 à 44 ans  | 21,4   |
| 20,1   | 15 à 29 ans  | 18,8   |
| 25,0   | 0 à 14 ans   | 22,1   |

| Hommes | Classe d’âge | Femmes |
| ------ | ------------ | ------ |
| 0,3    | 90 ans ou +  | 0,8    |
| 4,4    | 75 à 89 ans  | 6,7    |
| 11,3   | 60 à 74 ans  | 11,9   |
| 19,9   | 45 à 59 ans  | 20,0   |
| 21,9   | 30 à 44 ans  | 21,4   |
| 20,6   | 15 à 29 ans  | 19,2   |
| 21,7   | 0 à 14 ans   | 20,0   |

### Démographie depuis 2015
En 2022, le canton comptait 58 578 habitants, en évolution de +0,73 % par rapport à 2016 (Essonne : +2,89 %, France hors Mayotte : +2,11 %).
| 2013   | 2018   | 2022   |
| ------ | ------ | ------ |
| 57 825 | 58 336 | 58 578 |

## Économie

### Emplois, revenus et niveau de vie
| Répartition des emplois par catégories socioprofessionnelles en 2006. |              |                                           |                                                   |                            |                          |                           |
|                                                                       | Agriculteurs | Artisans, commerçants, chefs d'entreprise | Cadres et professions intellectuelles supérieures | Professions intermédiaires | Employés                 | Ouvriers                  |
| Canton de Vigneux-sur-Seine                                           | 0,0 %        | 6,9 %                                     | 9,3 %                                             | 25,2 %                     | 39,2 %                   | 19,3 %                    |
| Département de l'Essonne                                              | 0,2 %        | 4,5 %                                     | 22,1 %                                            | 27,7 %                     | 27,6 %                   | 17,9 %                    |
| Moyenne nationale                                                     | 2,2 %        | 6,0 %                                     | 15,4 %                                            | 24,6 %                     | 28,7 %                   | 23,2 %                    |
| Répartition des emplois par secteurs d'activités en 2006.             |              |                                           |                                                   |                            |                          |                           |
|                                                                       | Agriculture  | Industrie                                 | Construction                                      | Commerce                   | Services aux entreprises | Services aux particuliers |
| Canton de Vigneux-sur-Seine                                           | 0,2 %        | 8,5 %                                     | 9,4 %                                             | 23,6 %                     | 7,4 %                    | 5,7 %                     |
| Département de l'Essonne                                              | 0,8 %        | 11,5 %                                    | 6,1 %                                             | 15,4 %                     | 18,8 %                   | 6,4 %                     |
| Moyenne nationale                                                     | 3,5 %        | 15,2 %                                    | 6,4 %                                             | 13,3 %                     | 13,3 %                   | 7,6 %                     |
| Sources : Insee,                                                      |              |                                           |                                                   |                            |                          |                           |